# محمودآباد علم‌خانی
محمودآباد علم‌خانی، روستایی از توابع بخش مرکزی شهرستان قزوین در استان قزوین ایران است.

## جمعیت
این روستا در دهستان اقبال غربی قرار دارد و براساس سرشماری مرکز آمار ایران در سال ۱۳۸۵، جمعیت آن ۱٬۱۶۳ نفر (۲۶۴خانوار) بوده‌است.